# Valvtjärnen (Anundsjö socken, Ångermanland, 707124-159872)
Valvtjärnen är en sjö i Örnsköldsviks kommun i Ångermanland och ingår i Moälvens huvudavrinningsområde.